# 中国共产党第二十次全国代表大会
中国共产党第二十次全国代表大会（简称中共二十大）于2022年10月16日至22日在北京召开。出席大会的代表2296名，特邀代表83名，代表全国9671.2万名党员。
本次大会主题是：“高举中国特色社会主义伟大旗帜，全面贯彻新时代中国特色社会主义思想，弘扬伟大建党精神，自信自强、守正创新，踔厉奋发、勇毅前行，为全面建设社会主义现代化国家、全面推进中华民族伟大复兴而团结奋斗。”
中共二十大主席团常委会成员李克强主持大会开幕式，中共中央总书记习近平代表第十九届中央委员会向大会作了题为《高举中国特色社会主义伟大旗帜　为全面建设社会主义现代化国家而团结奋斗》的报告。
中共二十大于10月22日上午在人民大会堂举行闭幕会。大会闭幕当日选举产生了第二十届中央委员会和第二十届中央纪律检查委员会。
中国共产党第二十届中央委员会第一次全体会议于2022年10月23日上午在北京召开，会议选举产生中央委员会总书记、中央政治局、中央政治局常务委员会；通过中央书记处成员；决定中央军事委员会组成人选；批准中央纪律检查委员会书记、副书记、常务委员会委员人选。
一如外界预期，在这一次换届中，中共中央总书记习近平获得了毛泽东之后中共最高领导人第三任期的首次全面连任，新一届中央政治局委员中的大多数被各界认为与习近平有密切联系，舆论认为此次中共党内换届选举打破了改革开放以来的集体领导制度，是中华人民共和国历史上的重大转折点。

## 政治背景
2018年3月11日第十三届全国人民代表大会第一次会议上通过的宪法修正案，删去宪法第七十九条第三款中关于国家主席只能连任两届的内容。由于习近平担任的另外两个要职，中共中央总书记和中央军委主席在宪法和中共党章中本来就没有连任限制，舆论广泛认为修宪是习近平为自己谋求更多次连任的动作，并将体现在2022年底的中国共产党第二十届中央委员会第一次会议和2023年初的第十四届全国人民代表大会第一次会议上。
2021年11月，在中共十九届六中全会上，中国共产党仿照《关于若干历史问题的决议》和《关于建国以来党的若干历史问题的决议》两案通过了第三个历史性决议《关于党的百年奋斗重大成就和历史经验的决议》。
2022年8月16日，北戴河会议结束后，国务院总理李克强视察深圳，在街头与民互动，拜谒了邓小平纪念铜像，并给邓小平铜像献上花圈，呼吁“改革开放如长江黄河不会倒流”，引发部分媒体对潜在的人事变动（如习下李上，即习近平放弃连任中共中央总书记和中央军委主席，将权力转交给比他年轻的李克强）关注与遐想。

## 前期准备及代表选举
2021年11月11日，中共十九届六中全会决定中国共产党第二十次全国代表大会于2022年下半年在北京召开。
2021年11月18日，中共中央印发了《关于党的二十大代表选举工作的通知》。中央确定，二十大代表名额共2,300名，由全国38个选举单位选举产生。《通知》称，二十大代表应是“共产党员中的优秀分子”，“要严把人选政治关和廉洁关，进一步优化代表结构；代表的选举产生采取自下而上、上下结合、反复酝酿、逐级遴选的办法进行，代表实行差额选举，差额选举的比例应多于15%；各级党组织要切实加强领导，周密安排部署，杜绝拉票贿选等违规违纪违法行为。”，“选举工作即日开始，至2022年6月底结束”。实际选举进程未在6月底结束，延续至9月。
中共中央组织部随后召开会议，对二十大代表选举工作进行了部署。中组部负责人就做好二十大代表选举工作的有关问题，接受了新华社记者的采访。
2022年4月15日起，中共中央总书记习近平指示开展中共历史上首次全国代表大会网络征求意见工作。
2022年4月22日，在南宁召开的广西壮族自治区代表团代表选举会议中，现任总书记习近平以全票当选参加中共二十大的广西代表。
2022年8月30日，中共中央政治局召开会议，决定10月9日召开中共十九届七中全会，并向全会建议二十大于10月16日在北京召开。翌日，中共中央召开党外人士座谈会，征求对中共二十大报告的意见。
2022年9月9日，中共中央政治局召开会议，研究拟提请党的十九届七中全会讨论的十九届中央委员会向中国共产党第二十次全国代表大会的报告稿、《中国共产党章程（修正案）》稿、十九届中央纪律检查委员会向中国共产党第二十次全国代表大会的工作报告稿，审议《十九届中央政治局贯彻执行中央八项规定情况报告》《关于党的十九大以来整治形式主义为基层减负工作情况的报告》。中共中央总书记习近平主持会议。
2022年9月25日，中共二十大代表已全部选出，全国各选举单位共选举了2296名代表，留待二十大代表资格审查委员会确认资格。代表当时全国9671.2万党员。
2022年10月9日上午，中共第十九届中央委员会第七次全体会议在京召开。中央委员会总书记习近平代表中央政治局向全会作工作报告，并就十九届中央委员会向中国共产党第二十次全国代表大会的报告讨论稿向全会作了说明。王沪宁就《中国共产党章程（修正案）》讨论稿向全会作了说明。12日，十九届七中全会决定中共二十大于2022年10月16日在北京召开。當天中国共产党第二十次全国代表大会新闻中心开始对外接待。
2022年10月15日下午，中国共产党第二十次全国代表大会在人民大会堂举行预备会议，通过代表资格审查委员会名单、大会主席团名单、大会秘书长和大会秘书处机构设置和工作任务，会议还通过二十大的议程。预备会议后代表资格审查委员会会议确认2296名代表资格有效，主席团第一次会议通过大会具体日程，推举产生大会主席团常务委员会。16时30分，二十大新闻发布会举行。

### 选举进程
与上一次选举相比，本次选举有以下选区合并：中央直属机关、中央国家机关合并为中央和国家机关；解放军、武警部队合并为解放军和武警部队。选举单位由40个减少至38个。
备注为在该选区当选的政治局常委（特邀代表不备注），普通字体为曾任政治局常委、粗体为二十大换届前政治局常委、粗体+下划线为二十大换届后留任常委、普通字体+下划线为二十大换届后新晋常委（如身份重叠按其中最后一个计）。

| 党代表大会/党代表会议召开日期 | 选举单位             | 人數 | 备注   |
| ----------------------------- | -------------------- | ---- | ------ |
| 4月22日                       | 廣西                 | 48   | 习近平 |
| 4月25日—28日                  | 貴州                 | 39   | 王沪宁 |
| 4月26日—29日                  | 海南                 | 26   | 韩正   |
| 4月29日—5月2日                | 黑龍江               | 50   |        |
| 5月22日—25日                  | 廣東                 | 70   | 李希   |
| 5月23日—26日                  | 青海                 | 29   |        |
| 5月27日—30日                  | 陝西                 | 44   |        |
| 5月27日—30日                  | 甘肅                 | 40   | 李克强 |
| 5月27日—30日                  | 四川                 | 73   | 栗战书 |
| 5月27日—31日                  | 重慶                 | 43   |        |
| 5月30日—31日                  | 河南                 | 69   |        |
| 5月31日                       | 山西                 | 43   |        |
| 5月28日—6月1日                | 山東                 | 76   |        |
| 6月10日—13日                  | 寧夏                 | 30   |        |
| 6月16日—20日                  | 天津                 | 46   |        |
| 6月18日—21日                  | 湖北                 | 63   |        |
| 6月19日—22日                  | 吉林                 | 37   |        |
| 6月20日—22日                  | 浙江                 | 51   |        |
| 6月22日—23日                  | 江蘇                 | 71   | 王岐山 |
| 6月22日—23日                  | 湖南                 | 65   |        |
| 6月23日                       | 福建                 | 41   |        |
| 6月24日—25日                  | 雲南                 | 47   |        |
| 6月25日                       | 新疆                 | 43   |        |
| 6月26日闭幕                   | 台湾                 | 10   |        |
| 6月25日—27日                  | 上海                 | 73   | 李强   |
| 6月28日                       | 遼寧                 | 64   |        |
| 6月28—29日                    | 河北                 | 64   |        |
| 6月29日                       | 西藏                 | 30   | 汪洋   |
| 6月27日—30日                  | 北京                 | 62   | 蔡奇   |
| 6月29日—30日                  | 安徽                 | 57   |        |
| 6月29日—30日                  | 内蒙古               | 42   | 赵乐际 |
| 6月29日—30日                  | 江西                 | 43   |        |
| 7月9日—10日                   | 中央企业系统（在京） | 51   |        |
| 7月17日—19日                  | 中央和国家机关       | 293  | 丁薛祥 |
| 各单位先后分别选举            | 中央金融系统         | 44   |        |
| 各单位先后分别选举            | 解放军和武警部队     | 304  |        |
| 选举情况不公开                | 中央香港工委         |      |        |
| 选举情况不公开                | 中央澳门工委         |      |        |
| 中共中央另行决定              | 特邀代表             | 83   | 不适用 |

## 大會機構
中国共产党第二十次全国代表大会主席团成员名单
（共243人，按姓氏笔画为序）
丁学东　丁薛祥　万立骏　习近平　马　飚（壮族）　马兴瑞　马晓伟　王　宁　王　军　王　勇　王　晨　王　鹏　王　毅　王小洪　王广华　王仁华　王文全　王文涛　王正伟（回族）　王东明　王伟中　王志刚　王岐山　王沪宁　王君正　王建武　王莉霞（女，蒙古族）　王晓晖　王祥喜　王蒙徽　尤　权　尹　力　尹　弘　巴特尔（蒙古族）　艾力更·依明巴海（维吾尔族）　艾尔肯·吐尼亚孜（维吾尔族）　石泰峰　卢展工　田国立　白玛赤林（藏族）　吉炳轩　巩立姣（女）　曲青山　朱镕基　廷·巴特尔（蒙古族）　庄荣文　刘　宁　刘　昆　刘　鹤　刘云山　刘石泉　刘发庆　刘连舸　刘青松　刘奇葆　刘国中　刘金国　刘建超　刘结一　刘振立　刘振芳　刘海星　齐　玉　江金权　江泽民　许　勤　许其亮　许学强　孙金龙（中央和国家机关）　孙绍骋　孙春兰（女）　严金海（藏族）　李　屹　李　伟（解放军和武警部队）　李　闯　李　希　李　斌（女）　李　强　李干杰　李小鹏　李小新（女）　李长春　李凤彪　李书磊　李克强　李邑飞　李岚清　李作成　李国英　李晓红　李鸿忠　李瑞环　李儒新　杨　宏　杨传堂　杨学军　杨洁篪　杨振武　杨晓渡　肖　捷　吴汉圣　吴邦国　吴官正　吴政隆　吴燕生　邱　勇　何　平（解放军和武警部队）　何立峰　余剑锋　余留芬（女）　谷　澍　邹加怡（女）　辛保安　汪　洋　汪东进　汪永清　沈晓明　沈跃跃（女）　怀进鹏　宋　平　宋鱼水（女）　张　工　张　伟　张　军　张　林　张又侠　张升民　张玉卓　张庆伟　张庆黎　张红兵　张宏森　张雨浦（回族）　张国清　张定宇　张春贤　张晓仑　张高丽　张德江　陆　昊　陈　刚（中央和国家机关）　陈　旭（女）　陈　希　陈一新　陈小江　陈文清　陈四清　陈吉宁　陈全国　陈敏尔　苗　华　林　武　易　纲　易会满　易炼红　罗　干　罗　文　金壮龙　周　强　周长奎　周祖翼　郑　和　郑栅洁　郑新聪　孟祥锋　赵乐际　赵志浩　赵克志　赵晓哲　郝　鹏　胡存刚　胡和平　胡春华　胡锦涛　胡衡华　钟绍军　信长星　侯　凯　侯建国　俞正声　俞建华　姜文盛　姜志光　姜信治　贺　荣（女）　贺军科　贺国强　骆惠宁　秦树桐　袁　洁　袁华智　袁家军　栗战书　贾庆林　夏宝龙　铁　凝（女）　倪　虹　倪岳峰　徐　麟　徐乐江　徐忠波　徐德清　郭声琨　郭树清　郭普校　唐一军　唐仁健　唐登杰　黄守宏　黄志贤　黄坤明　黄晓薇（女）　曹建国　曹建明　龚　正　龚旗煌　庹　震　梁言顺　梁惠玲（女）　谌贻琴（女，白族）　韩　正　韩文秀　景俊海　傅　华　傅光明　傅爱国　童建明　曾庆红　温　刚　温家宝　谢春涛　蓝天立（壮族）　楼阳生　雷凡培　慎海雄　蔡　奇　蔡剑江　裴金佳　谭成旭　潘　岳　穆　虹　戴厚良　魏凤和
中国共产党第二十次全国代表大会主席团常务委员会成员名单
（共46人）
习近平　李克强　栗战书　汪　洋　王沪宁　赵乐际　韩　正　王岐山　丁薛祥　王　晨　刘　鹤　许其亮　孙春兰（女）　李　希　李　强　李鸿忠　杨洁篪　杨晓渡　张又侠　陈　希　陈全国　陈敏尔　胡春华　郭声琨　黄坤明　蔡　奇　江泽民　胡锦涛　朱镕基　李瑞环　吴邦国　温家宝　贾庆林　张德江　俞正声　宋　平　李岚清　曾庆红　吴官正　李长春　罗　干　贺国强　刘云山　张高丽　尤　权　张庆黎
中国共产党第二十次全国代表大会秘书长名单
王沪宁
中国共产党第二十次全国代表大会副秘书长名单
丁薛祥　陈　希　郭声琨　黄坤明
中国共产党第二十次全国代表大会代表资格审查委员会成员名单
（共22人）
- 主　任：赵乐际
- 副主任：陈　希　苗　华
- 委　员：（按姓氏笔画为序）王成男　王晓晖　尹　力　艾尔肯·吐尼亚孜（维吾尔族）　刘金国　吴汉圣　邱　勇　张庆伟　张国清　陈　刚　赵志浩　郝　鹏　姜信治　洛桑江村（藏族）　贺军科　袁　洁　黄晓薇（女）　梁言顺　楼阳生

## 大会议程
2022年10月15日下午，中国共产党第二十次全国代表大会在人民大会堂举行预备会议。通过二十大的议程为：听取和审查第十九届中央委员会的工作报告；审查第十九届中央纪律检查委员会的工作报告；审议通过《中国共产党章程（修正案）》；选举第二十届中央委员会；选举第二十届中央纪律检查委员会。

### 上届工作报告
2022年10月16日上午10时，主持人李克强宣布大会开幕。随后，中共中央总书记习近平代表第十九届中央委员会向大会作了题为《高举中国特色社会主义伟大旗帜　为全面建设社会主义现代化国家而团结奋斗》的报告。
二十大报告认为，十年来，党和国家事业取得历史性成就，发生历史性变革，推动我国迈入全面建设社会主义现代化国家新征程。使得从现在开始，中国共产党的中心任务就是团结带领全国各族人民全面建成社会主义现代化强国，实现第二个百年奋斗目标，以中国式现代化全面推进中华民族伟大复兴。二十大报告还首次对中国式现代化进行了详细阐述，包括中国式现代化的五个特征：人口规模巨大的现代化、全体人民共同富裕的现代化、物质文明和精神文明相协调的现代化、人与自然和谐共生的现代化、走和平发展道路的现代化，以及中国式现代化的九个本质要求：坚持中国共产党领导、坚持中国特色社会主义、实现高质量发展、发展全过程人民民主、丰富人民精神世界、实现全体人民共同富裕、促进人与自然和谐共生、推动构建人类命运共同体、创造人类文明新形态。习近平在二十大报告中提出坚持“动态清零不动摇”。
2022年10月22日，大会通过了第十九届中央委员会和第十九届中央纪律检查委员会的工作报告。

### 本届选举
2022年10月22日上午，选举产生了第二十届中央委员会和第二十届中央纪律检查委员会。产生了中央委员205人、中央候补委员171人、中纪委委员133人。
中国共产党第二十届中央委员会第一次全体会议于2022年10月23日上午在北京召开，会议选举产生中央委员会总书记、中央政治局、中央政治局常务委员会、通过中央书记处成员、决定中央军事委员会组成人员。

### 修改党章
2022年10月22日，大会通过了关于《中国共产党章程（修正案）》的决议。

### 会议日程
| 日期           | 时间  | 内容 |
| -------------- | ----- | --- |
| 2022年10月16日 | 10:00 | 开幕会（第一次全体会议） |
| 2022年10月16日 | 下午  | 各代表团分组会议——讨论二十大报告、各代表团开放日 |
| 17日           | 全天  | 各代表团分组会议——讨论二十大报告、各代表团开放日 |
| 18日           | 上午  | 各代表团分组会议——讨论二十大报告、各代表团开放日 |
| 18日           | 下午  | 大会主席团第二次会议 - 通过二十届中央委员、候补委员和中央纪委委员候选人预备人选建议名单 - 通过将关于十九届中央委员会报告的决议（草案）、关于十九届中央纪律检查委员会工作报告的决议（草案）、关于《中国共产党章程（修正案）》的决议（草案）提交各代表团讨论 - 通过经各代表团酝酿的大会选举办法 - 通过监票人、总监票人名单 |
| 19日           | 全天  | 各代表团分组会议——酝酿大会主席团第二次会议通过二十届中央委员、候补委员和中央纪委委员候选人预备人选名单，讨论关于十九届中央委员会报告的决议（草案）、关于十九届中央纪律检查委员会工作报告的决议（草案）、关于《中国共产党章程（修正案）》的决议（草案）                                                                   |
| 20日           | 上午  | 各代表团分组会议——酝酿大会主席团第二次会议通过二十届中央委员、候补委员和中央纪委委员候选人预备人选名单，讨论关于十九届中央委员会报告的决议（草案）、关于十九届中央纪律检查委员会工作报告的决议（草案）、关于《中国共产党章程（修正案）》的决议（草案）                                                                   |
| 20日           | 下午  | 各代表团全体会议——对中央委员、中央纪委委员和候补中央委员进行差额预选 |
| 21日           | 上午  | 各代表团全体会议——对中央委员、中央纪委委员和候补中央委员进行差额预选 |
| 21日           | 上午  | 大会主席团第三次会议——通过经各代表团差额预选产生的二十届中央委员、候补委员和中央纪委委员候选人名单（草案） |
| 21日           | 下午  | 各代表团分组会议——酝酿主席团第三次会议通过的中央委员、候补中央委员、中央纪委委员候选人名单 |
| 22日           | 09:00 | 闭幕会（第二次全体会议） |

## 记者招待会
10月15日，中国共产党第二十次全国代表大会新闻发言人在人民大会堂举行新闻发布会。
10月16日，大会开幕前举行首场“党代表通道”采访活动。
10月17日上午，二十大新闻中心举办第一场记者招待会（主题为“贯彻新发展理念、构建新发展格局、推动高质量发展，以中国式现代化全面推进中华民族伟大复兴”）。10月17日下午，二十大新闻中心举行第二场记者招待会（主题为“坚定不移全面从严治党，深入推进新时代党的建设新的伟大工程”）。 
10月18日，中国共产党第二十次全国代表大会新闻中心举行第一場、第二場集体采访。
10月19日上午，二十大新闻中心举办第三场记者招待会（主题为“坚持以习近平法治思想为指引 努力建设更高水平的法治中国”）和第三场、第四场集体采访。
10月20日上午，二十大新闻中心举办第四场记者招待会（主题为“习近平外交思想指引中国特色大国外交开拓前行”）和第五场集体采访。
10月21日上午，二十大新闻中心举办第五场记者招待会（主题为“建设人与自然和谐共生的美丽中国”）。
10月22日，大会闭幕后举行第二场“党代表通道”采访活动。

## 影响

### 政治宣传
二十大前夕，中国大陸官方媒体推出“领航中国”系列，盛赞习近平自十八大以来十年的功绩，并强调深入学习习近平思想与深刻领悟“两个确立”。住在北京的前南華早報总编辑王向伟在接受美国之音采访时表示，中国大陆正在如火如荼地进行全方位歌颂习近平的运动，“领航中国”只是其中的一部分，主要的目的是为即将召开的二十大制造舆论氛围。有评论分析称这样的宣传或说明习近平连任仍有阻力。

### 人事佈局
中共二十屆閉幕後公佈的第二十屆中央委員會委員名單上，1955年出生，當時67歲的李克強和汪洋兩位原中央政治局常委都沒有連任中央委員，不過同樣1955年出生的王滬寧、蔡奇、何立峰、王勇皆得以連任，年紀更大的習近平、王毅、張又俠也繼續連任，說明年齡不再是擔任領導人的考慮因素。第二十屆中共中央政治局委員人數相比前幾屆，從25人減少1人至24人，曾經擔任中國共青團第一書記，年僅59歲的國務院副總理胡春華在中共二十屆一中全會上落選新一屆中央政治局委員，加上李克強和汪洋「裸退」，被視為對前領導人胡錦濤團派勢力的徹底清洗。

### 贺电
一些政党、组织和人士在中国共产党第二十次全国代表大会召开之际发来贺电，包括：
- 国际组织：阿拉伯国家联盟秘书长盖特（英语：Ahmed Aboul Gheit），世界和平理事会秘书处，太平洋岛国发展论坛秘书长索洛·马拉，国际农业发展基金驻华代表马泰奥
- 台湾：中国国民党中央委员会，中国国民党前主席连战、洪秀柱，新党主席吳成典，无党团结联盟主席林炳坤，勞動黨 (臺灣)，统一联盟党，中華愛國同心會，臺灣人民共產黨[79]

#### 亚洲
- 日本：公明党党首山口那津男，日本创价学会名誉会长池田大作，日本立宪民主党
- ：韩国21世纪韩中交流协会会长金汉圭
- ：朝鲜劳动党中央委员会
- 蒙古国：蒙古人民党主席、政府总理罗布森那木斯莱·奥云额尔登，蒙古人民党总书记、政府办公厅主任阿玛尔巴伊斯格楞，蒙古社会民主妇女联盟
- 越南：越南共产党中央委员会，越南友好组织联合会
- ：老挝人民革命党中央委员会，老挝政府总理潘坎，老挝政府副总理兼外交部长沙伦赛（英语：Saleumxay Kommasith）
- 新加坡：人民行动党秘书长、政府总理李显龙
- 马来西亚：马来西亚民主进步党主席、总理对华事务特使张庆信，马来西亚华人公会总会长、政府交通部长魏家祥，马来西亚人民公正党
- 泰國：泰国政府总理巴育·占奥差，泰国政府副总理兼外交部长敦，泰国泰建泰党战略委员会主席、前国会主席颇钦，泰国国民力量党副主席派汶，泰国暹罗智库主席徐二明，泰国前总理阿披实
- 印度尼西亞：民族觉醒党总主席、国会副议长穆海敏，印尼民主斗争党
- 巴勒斯坦：巴勒斯坦法塔赫主席、总统马哈茂德·阿巴斯，巴勒斯坦人民斗争阵线总书记、政府社会发展部部长马吉达拉尼，巴勒斯坦人民党总书记萨利希
- 柬埔寨：柬埔寨奉辛比克党主席诺罗敦·佳拉武（英语：Norodom Chakravuth），柬中关系发展学会会长谢莫尼勒
- 緬甸：缅甸全国民主联盟，缅甸克钦邦人民党主席曼南杜嘉
- 菲律賓：菲律宾参议院少数派领袖皮门特尔三世
- ：哈萨克斯坦阿玛纳特主席、议会下院议长葉爾蘭·霍沙諾夫，哈萨克斯坦人民党主席叶尔特斯巴耶夫
- ：塔吉克斯坦人民民主党主席、总统埃莫马利·拉赫蒙
- ：吉尔吉斯斯坦总统萨德尔·扎帕罗夫，吉尔吉斯斯坦共产党人党主席马萨利耶夫
- ：土库曼斯坦农业党主席安纳库尔班诺夫
- ：烏茲別克斯坦生態黨主席奥布洛穆罗多夫，乌兹别克斯坦人民民主党主席、议会下院副议长伊诺亚托夫，乌兹别克斯坦企业家和实业界人士运动—自由民主党副主席亚库博夫
- 馬爾地夫：马尔代夫人民议会马中友好小组主席伊克拉姆，马尔代夫民主党主席、经济发展部长法亚兹
- 斯里蘭卡：斯里兰卡统一国民力量党青年委员会主席马延塔
- 斯里蘭卡：斯里兰卡统一国民党领袖、总统拉尼尔·维克勒马辛哈
- 巴基斯坦：巴基斯坦参议院主席桑吉拉尼，巴基斯坦参议院国防委员会主席、巴中学会主席穆沙希德，巴基斯坦正义运动党主席、前政府总理伊姆兰·汗，巴基斯坦穆斯林联盟（谢里夫派）秘书长、联邦计划发展部长伊克巴尔，巴基斯坦人民党主席、外交部长比拉瓦尔，巴基斯坦伊斯兰神学会主席拉赫曼，巴基斯坦伊斯兰促进会主席哈克
- 黎巴嫩：阿迈勒运动主席、议长贝里，黎巴嫩联盟党中央委员会，黎巴嫩人民会议组织秘书长哈迪德，黎巴嫩自由国民阵线主席巴西勒，黎巴嫩阿拉伯统一党主席瓦哈布
- 伊朗：伊朗外交关系战略委员会主席哈拉齐
- 叙利亚：叙利亚总统巴沙尔·阿萨德
- 葉門：也门复兴运动主席巴卡利，也门全国人民大会党副总书记、议长巴尔卡尼，也门改革集团总书记阿尼斯
- 伊拉克：伊拉克爱国联盟主席、前政府总理阿拉维
- 印度：印度共产党（马克思主义）中央委员会
- ：孟加拉国共产党（马克思列宁主义）总书记巴鲁阿
- 斯里蘭卡：斯里兰卡自由党主席、前总统西里塞纳，人民阵线党领袖、前总统马欣达
- 尼泊尔：尼泊尔社会主义党主席、前政府总理巴特拉伊，尼泊尔大会党主席、政府总理德乌帕，尼泊尔农工党主席比久克切
- 模里西斯：社会主义战斗运动领袖、政府总理贾格纳特
- ：新阿塞拜疆党副主席兼中央办公厅主任布达戈夫
- ：“格鲁吉亚梦想—民主格鲁吉亚”党政治委员会成员、政府总理加里巴什维
- 亞美尼亞：繁荣亚美尼亚党主席察鲁基扬，亚美尼亚政治经济战略研究中心主任本雅明·波戈相
- 东帝汶：人民团结繁荣党主席、政府副总理阿曼达，东帝汶重建全国大会党主席、前总统夏纳纳

#### 非洲
- 南非：南非非國大主席、总统西里爾·拉馬福薩，南非共产党中央委员、国民议会副议长策诺利，南非议会省务院常务副主席卢卡斯，南非工会大会总书记费托
- 毛里塔尼亚：毛里塔尼亚公正党（英语：Equity_Party_(Mauritania)）主席埃伊赫，毛里塔尼亚进步力量联盟主席马乌鲁德
- 衣索比亞：埃塞俄比亚繁荣党副主席、总书记阿登，埃塞俄比亚人民代表院前议长阿巴杜拉
- 刚果共和国：刚果劳动党总书记穆萨
- ：科摩罗复兴公约党总书记优素福
- 加彭：加蓬总统阿里·邦戈·翁丁巴
- 阿尔及利亚：阿尔及利亚国家建设运动主席本格里纳，阿尔及利亚总统特本，阿尔及利亚未来阵线主席贝莱德
- 摩洛哥：摩洛哥人民运动总书记安索尔，摩洛哥真实性与现代党总书记、政府司法大臣瓦赫比
- 突尼西亞：突尼斯人民运动总书记马格扎维，突尼斯民主爱国人士统一党
- 苏丹：乌玛党总书记瓦希克，苏丹主权委员会主席布尔汉
- 马达加斯加：马达加斯加人民优先党创始主席罗班松，马达加斯加“与拉乔利纳总统一道”政治局主任、前政府总理拉齐拉胡纳纳，马达加斯加“与拉乔利纳总统一道”全国协调员、政府领土整治部长奥尔德
- 苏丹：苏丹大会党主席迪加尔
- ：博茨瓦纳民主党总裁、总统马西西
- ：人民团结大会－几比民主党主席、政府总理纳比亚姆，几内亚比绍民主更替运动－15人小组党主席卡马拉，几内亚比绍几内亚和佛得角非洲独立党主席、前政府总理佩雷拉
- 聖多美和普林西比：圣多美和普林西比解放运动－社会民主党主席、政府总理热苏斯
- ：新爱国党全国主席恩蒂姆
- 塞内加尔：独立劳动党总书记、政府劳动部长桑巴·西
- 安哥拉：安哥拉人民解放运动副主席达米昂
- 厄立特里亚：厄立特里亚人民民主与正义阵线中央委员会
- 赤道几内亚：赤道几内亚外交部
- 利比亚：利比亚青年领袖运动
- 马拉维：马拉维大会党主席、总统查克维拉，马拉维民主进步党主席、前总统穆塔里卡
- 莱索托：民主大会领袖、联合政府副首相莫霍图
- 尼泊尔：尼泊尔共产党（联合马列）领导人、联邦院主席迪姆希纳，尼泊尔共产党（联合社会主义）主席、前政府总理尼帕尔
- 乌干达：全国抵抗运动总书记陶德旺
- 刚果（金）：“刚果民主力量联盟”议会党团主席、参议长巴哈蒂
- 奈及利亞：尼日利亚前总统奥巴桑乔，全体进步大会党全国副主席奥罗迪翁布
- 纳米比亚：纳米比亚人组党总书记沙宁瓦，纳米比亚人组党主席、总统根哥布
- 吉布提：争取进步人民联盟总书记、政府经济财政部长达瓦莱
- 埃及：华夫脱党主席叶马迈，埃及爱国运动党主席、少将拉乌夫，埃及社会主义党总书记沙班
- 布吉納法索：争取进步人民运动主席萨康德
- 尼日尔：尼日尔争取民主和社会主义党代理主席加多
- ：冈比亚联合民主党总书记、前副总统达博
- ：争取民族进步统一党主席恩库伦齐扎
- 布吉納法索：争取民主和进步大会主席孔博伊戈
- 赞比亚：社会主义党主席蒙贝，巴西民主工党主席卢皮，智利共产党主席泰列尔
- 坦桑尼亚：坦桑尼亚革命党副主席基纳纳，坦桑尼亚革命党总书记琼格罗
- 利比里亚：民主变革联盟外事委员会主席威尔斯
- ：保卫民主全国委员会—保卫民主力量贤人委员会主席、总统恩达伊施米耶
- 莫桑比克：莫桑比克解放阵线党主席、总统纽西
- 佛得角：争取民主运动主席、政府总理席尔瓦，非洲独立党主席塞梅多

#### 拉丁美洲
- 阿根廷：阿根廷正义党主席、总统阿尔韦托·费尔南德斯，阿根廷众议院副议长希奥哈，阿根廷共和国方案党，阿根廷激进党全国代表大会主席马内斯
- 尼加拉瓜：桑地诺民族解放阵线总书记、总统奥尔特加，尼加拉瓜副总统穆里略
- 委內瑞拉：统一社会主义党主席、总统尼古拉斯·馬杜羅
- 哥伦比亚：哥伦比亚自由党总书记桑切斯
- ：厄瓜多尔共产党总书记阿拉尔孔
- 格瑞那達：格林纳达民族民主大会党总书记巴里
- 巴拿马：巴拿马民主革命党总书记德·莱昂
- 多米尼克：多米尼克工党副领袖乔治
- ：哥斯达黎加广泛阵线
- ：多米尼加现代革命党
- 巴西：巴西进步党主席、总统府民办主任诺盖拉，巴西劳工党
- 千里達及托巴哥：联合民族大会党总书记坎海，人民民族运动党青年团
- 智利：智利参议院外委会主席金塔纳、众议院外委会主席赫兹，智利社会党
- 秘魯：“与你同行”党主席比奥莱塔，秘鲁人民力量党主席藤森庆子，秘鲁共产党（团结）
- 乌拉圭：乌拉圭广泛阵线主席佩雷拉，乌拉圭人民参与运动全国执行委员会
- 古巴：古巴共产党中央委员会

#### 北美
- 美国：美国共产党联合主席西姆斯、康布隆
- 加拿大：加拿大共产党领袖罗利，加拿大和平大会主席菲格洛亚

#### 欧洲
- 欧洲议会：欧洲左翼党第一副主席莫拉，欧洲议会交通旅游委员会副主席、欧中“一带一路”文化旅游委员会主席乌伊海伊
- 俄羅斯：統一俄羅斯主席、俄联邦安全会议副主席德米特里·梅德韦杰夫，统一俄罗斯最高委员会主席格雷兹洛夫，俄罗斯自由民主党主席斯卢茨基，俄罗斯联邦公众院主席米赫耶娃
- 法國：前政府总理多米尼克·德维尔潘，法国共产党全国理事会主席、参议院副议长洛朗，法国共产党
- 德国：德国社民党前主席、前国防部长魯道夫·沙爾平，德国社民党联合主席克林贝尔，德国左翼党国际委员会联合主席加勒特、福格勒
- 英国：英国议会上院议员奥尼尔勋爵，英国“社会主义中国之友”网站联合编辑贝内特，英国共产党（马列）主席鲁尔，英国新英国共产党总书记布鲁克斯
- 義大利：意大利重建共产党全国书记阿切尔博，意大利共产主义青年联盟，意大利共产党，共产党（意大利）总书记里佐
- 西班牙：欧洲议会左翼党团议员、西班牙共产党国际书记皮内达，西班牙“我们能”党国际部，西班牙联合左翼
- 羅馬尼亞：罗马尼亚社会民主党主席、众议长乔拉库，罗马尼亚国家与人民同行党主席、前政府总理登奇勒
- 捷克：捷克和摩拉维亚共产党主席、欧洲议会议员科内奇纳
- 賽普勒斯：塞浦路斯民主大会党主席奈奥菲多，塞浦路斯劳动人民进步党总书记斯蒂芬努
- 匈牙利：匈牙利工人黨主席蒂尔迈尔，匈牙利青民盟
- 希腊：希腊新民主党前主席、前政府总理卡拉曼利斯，社会党国际主席、希腊前总理乔治·帕潘德里欧，希腊共产党
- 丹麦：丹麦共产党主席赫丁、国际书记延森
- 葡萄牙：葡萄牙共产党总书记德索萨
- 瑞士：瑞士共产党总书记阿伊
- 爱尔兰：爱尔兰共产党总书记麦卡坦
- 白俄羅斯：白俄罗斯自由民主党主席盖杜克维奇
- 保加利亚：保加利亚共产党中央委员会
- 馬爾他：马耳他工党前领袖、前政府总理穆斯卡特，马耳他国民党国际书记卡拉希翁
- 塞爾維亞：塞尔维亚社会主义者运动主席、政府内务部长武林
- 波蘭：波蘭人民黨最高委员会主席帕夫拉克
- ：前总统伊沃·約西波維奇，克羅埃西亞社會民主黨主席格尔宾
- 挪威：挪威共产党
- 摩尔多瓦：摩尔多瓦社会主义者党执行委员会、摩尔多瓦共产党人党中央委员会
- 芬兰：芬兰共产党主席塔斯蒂宁
- 盧森堡：盧森堡共產黨主席吕克尔特
- 蒙特內哥羅：黑山社会主义者民主党主席、总统久卡诺维奇，黑山社会民主党主席、政府副总理拉什科·科涅维奇

#### 大洋洲
- ：澳大利亚共产党全国主席莫利纳，澳大利亚公民党全国书记伊舍伍德
- 基里巴斯：关爱基里巴斯党主席阿坦尼博拉
- 斐济：斐济政府总理姆拜尼马拉马
- 所罗门群岛：“我们的党”主席塔南加达
- ：总理马拉佩,人民进步党总书记卡尔，巴布亚新几内亚潘古党全国总书记托维贝
- 密克羅尼西亞聯邦：国会议长西米纳
- 库克群岛：库克群岛文化发展部部长乔治·安金
- ：汤加王国公主皮洛莱乌·图伊塔

### 各方反应
10月16日，中國郵政發行「中國共產黨第二十次全國代表大會」紀念郵票一套2枚，小型張1枚。
二十大闭幕后的第一个交易日，A股大跌，其中沪指跌破3000点，唯国防军工板块逆势上涨。香港恒生指數亦暴跌逾千点，创13年半新低。

## 舆论评价
由于中国共产党反复强调要坚决打击“妄议中央”，因此二十大的不少话题在中国大陆都是禁忌话题，公众不得公开讨论甚至私下讨论。中国大陸网民通常以迂回曲折的方式发表自己的意见，以免因言贾祸。当局进一步决心对二十大会议过程保持全面控制。大会的官方宣传与公众相对沉默之间的对比十分鲜明。有许多有关的讨论、辩论、争论转移到了海外。有人质疑习近平突破过去中共最高权力交接将近50年的惯例。也有人认为，习近平连任对中国大陸是好事，是民心所向。
据报道，在二十大开幕式直播的同时， 有近五十万人涌入一个线上卖老母鸡的直播间，刷屏留言讽刺习近平。弹幕评论包括“这鸡太贵了，主播不能保证坚持散养一百年不动摇吗？”、“只上过小学的老母鸡我们不买”、“老母鸡还能再养五年吗？”、“老母鸡到站下车吧，别当霸权鸡了”、“坚持土鸡蛋自信”等一系列调侃讽刺中共与习近平的言论。此后直播间被关闭。
央视新闻报道：「国庆假期，金秋十月的神州大地处处洋溢着祝福新中国、喜迎二十大的热烈氛围。人们畅谈新生活，踔厉奋发，勇毅前行，激情满怀向未来。」
二十大闭幕会议通过了政治报告、中共党章修正案等。新党章加入了“敢于斗争及增强斗争本领”和强调“传承红色基因”。独立学者温志刚认为，中共新党章显示，中国共产党过去四十年的建设哲学从此被斗争哲学所取代。他说：“党章基本精神已经决定他要以斗争哲学取代过去四十年的建设哲学、经济发展哲学。这种包含斗争的党章是未来五年，甚至更长时间的（中共）总路线、新的纲领。在这个斗争纲领之下，才有李克强等邓小平发展路线的继承者被全部清洗。”

## 争议

### 胡锦涛闭幕会提前离场
在闭幕会中途（三项人事表决结束，媒体进场后），据《阿贝赛报》记者拍摄的照片和亚洲新闻台记者拍摄的视频，前中共中央总书记胡锦涛意欲查看桌上红色选票夹旁的文件，与习近平关系密切的十九届中央政治局常委栗战书、王沪宁出手阻拦，甚至直接將文件從胡锦涛面前抽走，也引起习近平注意，在习近平示意后，据《海峡时报》、法新社、美联社等媒体记者拍摄的现场画面，习近平贴身秘书、中共中央办公厅副主任、秘书局局长、二十大代表孔绍逊（选区中央和国家机关）和习近平的贴身保镖相继赶来，意图将胡锦涛带走。期间胡锦涛多次试图拿回选票夹与文件未果，还企图拿取习近平手旁的文件，但被习亲手压住。胡被工作人员拉动起身，尚未离开座位时，坐在他左手位置的栗战书意欲起身搀扶，但是坐在栗左手位的王沪宁将栗战书拉坐回其座位，文件也另外交由保镖取走。双方僵持了约一分半钟，最后胡锦涛妥协，临走时与习近平有短暂地一两句交谈，习近平有短暂地应答，同时胡锦涛用手拍了拍坐在习近平右手位的李克强的肩膀。约半小时后，孔绍逊回到习近平身边并在短暂交谈后离去。尚不清楚胡锦涛和习近平的交谈内容以及胡锦涛的最终去向。事后引发媒体猜测，如CNN认为胡锦涛是不情愿地离场。而新華社使用其英文推特账号表示胡錦濤離場是因為「身體不適」，但中國境内没有任何正式报道。中国官方也启动维稳行动，新浪微博全面封杀胡锦涛与其子胡海峰的相关讨论。此后，习近平等领导人在23日下午会见了二十大参会人员，曾出席开、闭幕式的大会主席团常务委员会成员中，只有胡锦涛和李瑞环缺席。

### 張高麗受邀出席大會
此次中共二十大，涉及强奸彭帥指控爭議的十八屆中央政治局常委張高麗仍受邀，且獲選為二十大主席團常委，位於特殊待遇的第一排，沒有受到任何處理。

### 李強任國務院總理
由於2022年四月上海封城，時任中共上海市委書記李強位於風暴中心，一度被認為這導致被視為新一屆國務院總理候選人之一的他，將在不久後因為時機敏感遇冷。但在中共二十屆一中全會上，李強反而是按照預定程序，獲選為政治局常委，並在政治局常委中位列第二，因此外界預期其將於明年出任國務院總理。等於是順利挺過上海封城風暴，有媒體認為除了他本身在過去執政可圈可點之外，不惜將上海以過度防疫強力封鎖為代價執行清零政策，完全聽命於習近平的指令，其實才是他此次保住升官機會的主要原因。憑藉習近平的強勢主導地位，李強成為中華人民共和國歷史上第一位從地方領導直接提拔為總理的政治人物。

## 安保和管制

### 安全管控
中共二十大前夕，公安部宣布开展夏季治安打击整治“百日行动”，各地武警武装巡逻，当局要求最大限度把警力摆上街面，下基层社区驻守，还要排查交通、地铁、公交等领域的安全隐患。目前，天津、湖北、武汉等地已展开武装巡逻。据中国大陸公安部表示，“百日行动”开展以来，全国公安机关高度重视，精心组织，按照统一部署迅速行动，从严从细从实落实打、防、管、治措施，侦办寻衅滋事案件3,200余起，破获带有夏季特点的违法犯罪案件4.2万起，抓获各类违法犯罪嫌疑人7.2万名，排查化解各类矛盾纠纷39.4万起，有力维护了社会治安大局稳定。美国之音文章称，至9月28日，中国大陸公安部发言人仇保利表示，行动共破获刑事案64万起，抓获犯罪嫌疑人超过143万人。
自由亚洲电台称，9月19日起，北京、天津，湖南及江西等地众多异议人士、维权人士以及访民接到公安有关中共二十大维稳措施，包括不得发表批评性言论，不得接受境外媒体采访，不得离开住所。有的访民被迫“外地旅游”。当局亦在北京周边设定多条防线，限制访民进京。北京市公安局发布通知，于9月15日—10月31日北京市行政区域内禁止无人机等“低慢小”航空器活动。中国大陸国家邮政局、公安部和国家安全部联合发布通告，加强二十大期间寄递物品实名收寄、收寄验视、过机安检等制度。
会议召开前夕及会议期间，北京市遍布“社区治安志愿者”，这些志愿者与民兵和安全人员一道，力图揪出“不稳定因素”，比如上访投诉政府的人，并要“织严织密立体化社会防控网络”。武警官兵在人民大会堂附近的街道巡逻，骑行者和行人也都会被随机拦下检查。

### 防疫措施
中共中央要求全党上下坚持习近平提出的「清零政策」，巩固防疫成果，以实际行动迎接中共二十大的召开。自2022年奥密克戎变异株引发的病毒开始在中国大陆广泛传播以后，中国共产党仍继续执行清零政策。尽管病毒毒性减弱，病程相当于流感，但这一年清零政策的实施被认为是执行政治任务，将防疫工作政治化，凌驾于科学之上。
而步入10月上旬，随着国庆节假期期间社会面的人员流动增加，中国大陆本土阳性病例再度上升，各地也重新收紧疫情管控政策，采取更严格的人员流动管制和更频繁的核酸检测，遏制疫情进一步恶化。媒体报道认为，在即将召开中共二十大会议之际，各地集中就防疫政策表态，是在会议举行前表达对最高领袖决策的捍卫。与此同时，北京加强了入城的防疫管控。有民众反映，自己离京前往外地，且没有去过高风险地区或接触高风险人群，但由于北京健康宝“弹窗3”不能返京，随后打12345申诉但未果。不少网民批评没有任何风险的地区被赋予“弹窗3”，有限制普通人入京的嫌疑。

### 言论审查
9月2日，中共中央网信办宣布开展为期三个月的“清朗·打击网络谣言和虚假信息”专项行动，要求对涉重大会议、重要活动、重要政策发布等谣言和虚假信息要从重从快清理处置。《南华早报》文章称，10月初，防火长城也对各种翻墙工具进行了大规模封锁。

### 抗議活動
10月13日，在北京四通桥上有抗议者在该桥挂起两条横幅并播放扩音设备，公开反对时任中国最高领导人习近平，称其为“独裁国贼”，同时焚烧轮胎燃起浓烟以吸引路人注意。抗议者提出了罢免习近平的中共中央总书记等职务、普选国家主席和叫停清零政策的诉求。警察迅速抵达现场抓捕抗议者，并灭火、清除有关抗议标语横幅和播音设备。据CNN报道，当记者于当天下午3点30分抵达现场时，已无法看到任何标语和抗议者，但大量警察在附近巡逻。这起事件突破了当局为会议准备的警备封锁，但也导致安全管控进一步加强。
10月16日，居英港人組織“捍卫港人阵线”在中国驻英国曼彻斯特总领事馆外示威抗議二十大，館內人员稱因示威者侮辱习近平與示威者發生肢體衝突，並將一名男子拖入总领事馆内毆打。英國警方指出，该名遇袭男子身体多处受伤。遇袭男子Bob Chan向中央通訊社表示，他當時緊抓柵欄，忍受遭數名施暴者拳打腳踢，最後撐不下去就被拖進領館區。